# Juan Ruiz

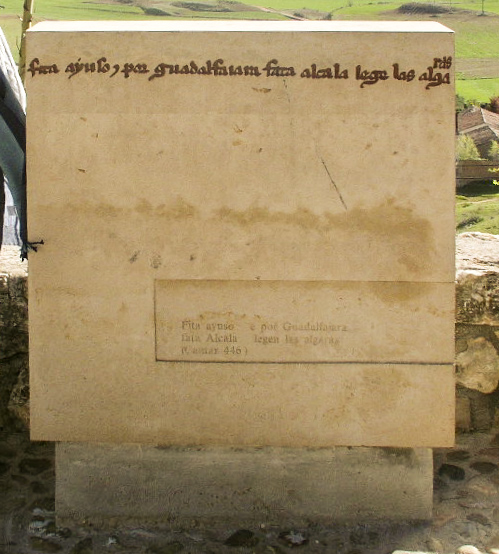
Minnessten över Juan Ruiz, Hita.

Juan Ruiz, kallad el Arcipreste de Hita, född antagligen i Alcalá de Henares, död 1351, var en spansk skald, ett av de största namnen i den spanska litteraturen, en man av lösliga seder, vilken man velat göra till en sedelärande apostel. 
Ruiz var i besittning av stor lärdom och stor människokännedom, ägde ett synnerligt herravälde över språket, en betydande versifikatorisk talang, lyrisk flykt och en aldrig sinande humor. Han var en själsfrände till Geoffrey Chaucer och François Villon. Hans beläsenhet var mycket stor, han känner lika väl munken Pamphilius Maurilianus (pseudo-Ovidius) som bibeln, franska fabler, ur vilka han hämtat många ämnen, som kyrkofäderna med mera. 
Ruiz Libro de cantares, även kallad "Libro de buen amor", är ett slags självbiografi och på samma gång ursprunget till pikareskromanen på 1 700 versrader, som finnas i behåll av de ursprungliga 3 244. Den börjar med en bön till "Señora Doña Venus, mujer de Don Amor".
I boken faller ett skarpt ljus över tidens seder, och skoningslöst realistiskt skildras kopplerskor, sedeslösa nunnor, judinnor, moriska danserskor, förnäma damer, kraftiga landsflickor et cetera, allt invävt med visor, utmärkta fabler, moraliserande (inte alltid moraliska) betrakteler, gudliga sånger, som ska övertyga läsaren om att han också kommer att argumentera med Bibelspråk och liknande från böckernas bok, men som få vill tro på, att det hela är menat som högst allvarligt och fromt som varning mot kärlekens listiga spel. Kanske inte så varierat som innehållet, men dock med en del omväxling i den metriska formen. Här tror man snarare på hans påstående att han vill ge läsaren prov på dikt och rim.
Hans livs yttre begivenheter är så gott som okända. Man vet bara att han var en allt annat än exemplarisk prost (Arcipreste, ärkepräst) i staden Hita, så ärkebiskopen i Toledo tog ifrån honom prästämbetet och lät sätta honom i fängsligt förvar, där han tillbringade flera år. Men om hans inre liv vet man desto mer, då hans personlighet, på ett för den tiden anmärkningsvärt sätt, lägger sig klart och otvunget i dagen i hans diktning. Han visar sig vara en poetisk talang av osedvanlig styrka, en levnadsglad humorist med stor människokännedom och en märkvärdig behärskning av språk och versformer, kvick och elak och dessutom så till den milda grad ohövisk. Det sägs att Ruiz ska ha skrivit mycket mer än den boken Libro de Cantares, också kallad Libro de buen amor, som finns kvar efter honom. Men denna är i sig lika så omfångsrik (1700 versrader) som intressant och värdefull.
Åtskilliga av Ruiz figurer går igen i senare litterära verk. Som en följdskrift till förutnämnda arbete kan Cantiga de los clérigos de Talavera betraktas. Vidare kannämnas Ruiz esopiska fabler, Canticas de serrana med mera. Ruiz uppges ha skrivit mera än 7 000 vers, varibland de första exemplen på arte mayor.